# Gaviões de Ouro
A Gaviões de Ouro é uma escola de samba da cidade de Bragança Paulista, no interior do estado brasileiro de São Paulo.

## História
Em 2008, foi a campeã do Grupo 2, então a terceira divisão do Carnaval de Bragança Paulista. Em 2010, foi a quarta colocada do grupo de acesso. Foi a terceira em 2011. Em 2012, não desfilou.

## Segmentos

### Presidentes
| Nome    | Mandato | Ref. |
| ------- | ------- | ---- |
| Rogério | ? - ?   |      |

## Carnavais
| Ano             | Colocação    | Grupo        | Enredo                                                                                                   | Carnavalesco         | Intérprete   | Ref.  |
| --------------- | ------------ | ------------ | --- | -------------------- | ------------ | ----- |
| 2002            | Vice-Campeã  | Grupo B      | Até Que Enfim é Carnaval!                                                                                | Leonildo Gonçalves   |              |       |
| 2003            | 3° colocada  | Acesso       | Deixe os 7 Pecados Capitais Passar                                                                       | Claudio Vacchini     |              |       |
| 2004            | 3° colocada  | Acesso       | O Jogo da Vida                                                                                           | Claudio Vacchini     |              |       |
| 2005            | 4° colocada  | Acesso       | Preconceito e Desigualdade Social                                                                        | Claudio Vacchini     |              |       |
| 2006            | 3° colocada  | Acesso       | A Gaviões Canta e Dança Ritmos Brasileiros                                                               | Claudio Vacchini     |              |       |
| 2007            | 3° colocada  | Acesso       | A Ilusão de um Sonho em uma Viagem pelo Espaço                                                           | Leonildo Gonçalves   |              |       |
| 2008            | Campeã       | Grupo B      | Mi Livrando vou Curtindo, Aprendendo e Semeando: Hoje o Livro é Meu Canto!                               | Leonildo Gonçalves   |              |       |
| 2009            | 4° colocada  | Acesso       | Bossa Nova: 50 Anos Dourados                                                                             | Renato Nunes         |              |       |
| 2010            | 4° colocada  | Acesso       | Era em transição: de Peixes a Aquário, da Técnologia a Reflexão                                          | Renato Nunes         |              | [ 2 ] |
| 2011            | 3° colocada  | Acesso       | Entre o Legislativo e o Futebol, uma História que Brilha: Nabi Abi Chedid, Hoje a Passarela Também é Sua | Comissão de carnaval |              | [ 3 ] |
| 2012-atualidade | Não desfilou | Não desfilou | Não desfilou                                                                                             | Não desfilou         | Não desfilou |       |